# San Vicente (Camarines Norte)
Pour les articles homonymes, voir San Vicente.
San Vicente est une municipalité de la province de Camarines Norte, aux Philippines.